# Gerold Schwarzenbach
Karl Gerold Schwarzenbach (* 15. März 1904 in Horgen; † 20. Mai 1978 in Zürich) war ein Schweizer Chemiker.

## Leben
Schwarzenbach wuchs in Horgen auf, sein Vater war Direktor der dortigen Seidenfärberei. Er studierte Chemie an der ETH Zürich und promovierte 1928 mit seiner Dissertation Studien über die Salzbildung von Beizenfarbstoffen. 1929 war er
zuerst Ramsey Fellow am University College London und dann Oberassistent von Paul Karrer an der Universität Zürich. Von 1930, dem Jahr seiner Habilitation, bis 1955 war er Privatdozent und später Professor (1936 Titularprofessor, 1943 ausserordentlicher Professor, 1947 ordentlicher Professor) für analytische und spezielle anorganische Chemie an der Universität Zürich. 1955 wurde er ordentlicher Professor der ETH Zürich und Leiter des Labors für anorganische Chemie, bis er 1973 in den Ruhestand trat.
1937/38 war er als Rockefeller Stipendiat bei Leonor Michaelis am Rockefeller Institute in New York City und bei Linus Pauling am Caltech. Er war auch am Iowa State College.

Strukturformel von EDTA

Eines seiner wichtigsten Forschungsthemen war die Koordinationschemie. So war Schwarzenbach massgeblich an der Erforschung von EDTA, einem der noch heute meist eingesetzten Liganden, beteiligt. 1945 entwickelte er das Verfahren der Chelatometrie (Komplexometrie), über das er ein Standardwerk verfasste.

## Auszeichnungen
- 1936 Werner-Preis
- 1962 Mitglied der American Academy of Arts and Sciences
- 1963 Marcel-Benoist-Preis[1]
- 1963 Talanta Medaille
- 1966 Paul-Karrer-Vorlesung
- 1966 Mitglied der Leopoldina[2]
- 1967 Torbern Bergmann-Medaille der Schwedischen Chemischen Gesellschaft[3]
- 1971 Ehrendoktortitel der Universität Bern
- 1974 Ehrendoktortitel der Universität Fribourg
- 1976 Paracelsus-Medaille

## Publikationen
- Schwarzenbach, Flaschka, "Die komplexometrische Titration", 5. Aufl. 1965, Enke Verlag, Stuttgart.